# Ourapteryx convergens
Ourapteryx convergens là một loài bướm đêm trong họ Geometridae.